# Китайський пантеон
|  | Службовий список статей, створений для координації робіт з розвитку теми. Це попередження не встановлюється на інформаційні списки і глосарії. |

Китайський пантеон має синкретичний характер, складну структуру та великі розміри. У «Саньцзяо сошень дацюань» (Повний звід відомостей про богів трьох релігій - zh:三教源流搜神大全, династія Мін) перераховані 129 божеств, які отримали офіційне визнання. Дослідники китайського фольклору нараховують до 500—600 божеств. Більшість з цих богів мали декілька облич. Вони мали відношення до певних явищ небесної сфери, історичних особистостей та місцевостей. Пантеон історично зазнавав змін у плані антропоморфізації (олюднювання) богів. 

## А
- Ао-бін

## Б
- Бай-ді
- Бао-ню да-ван
- Ба-чжа
- Бай-ху
- Бейдоу
- Бі-гань
- Бін-і
- Біся Юаньцзюнь
- Бо-ху
- Будай-хешан
- Бянь Хе
- Бянь Цао

## В
- Ван Лін-гуань
- Ван-му Шичже
- Ван Шу
- Вень-чан
- Ві-сяо

## Г
- Ґуай (також Яоґуай: див. Йокай)
- Ґе-Ґу
- Ґе-Сяньвей
- Ґо Цзи-Ї
- Ґоу-ман
- Гуань-ді
- Гуань-інь
- Ґуань-сін
- Ґуанькоу Ер-лан
- Ґуйму
- Ґун-ґун

## Д
- Да дуцзи Міле
- Данай Фужень
- Діцзан-ван
- Ді-цзунь
- Ді-цзян
- Діша
- Доу-му
- Доу-фу
- Доу-шень
- Дун-ван-гун
- Дун-хуан
- Ду кан
- Дун Фан Шо
- Дун-цзюнь
- Дунчу си-мін чжу
- Дянь-му
- Дянь-фу

## Е
- Ер-лан
- Ер-лан-шень
- Е-хуан

## Ж
- Жулай Фо
- Жу-шоу

## І
- Інмен няннян

## К
- Кайлу-шень
- Кенсаньгу
- Куа-фу
- Куй-сін

## Л
- Лао-лан
- Лей-гун
- Лей-шень
- Лей-цзу
- Лі-бін
- Лі сан-нян
- Лінь-шуя
- Лі-тяньван
- Ло-цзу
- Ло-шень
- Лу Бань
- Лун-ван
- Лу-сін
- Луу
- Лун
- Лу-шень
- Лю Хай

## М
- Ма-ван
- Ма-гу
- Магунь
- Ма-мін шенму
- Матоу-нян
- Мен Тянь
- Мень-шень

## Н
- Наньдоу
- Ню-ван
- Нюй-ва
- Няннян

## П
- Пань-гуань
- Пейтай няннян
- Пу-тай
- Пхар

## С
- Сань-гу
- Сань Хуан
- Саоцин-нян
- Се-тяньцзюнь
- Сі Ван Му
- Сін-тянь
- Сін Сін-гоуюаньшу
- Сі-хе
- Сі-шень
- Сима Сян-жу
- Си-мін
- Суньцзи-няніян
- Сунь Бінь
- Сунь Си-мяо
- Сюань-мін
- Сюань-у
- Сюань-у чжень-ді
- Сюань-у шен-цзюнь
- Сян-лю
- Сянь-му
- Сяньнюй
- Сяньчи
- Сяо-гун

## Т
- Тай-і
- Тянь
- Тянь-ді
- Тянь-хоу
- Тянь-фей
- Тянь-юй Юаньшуай

## У
- У-дай юаньшуаі
- У Ді
- У Фан шень
- У-фан лей-гун
- У Цзи-сюй
- У-шен лаому

## Ф
- Фей-лянь
- Фен-бо
- Фен-і
- Фен-сю
- Фу-сін

## Х
- Хеі-ді
- Хе-бо
- Хен-е
- Хе-хе
- Хо-сін
- Хотей
- Хоу-ту
- Хоу-шень
- Хун-гуан

## Ц
- Цай-шень
- Цан-лун
- Цань-нюй
- Цань-шень
- Целань-шень
- Цзао-ван
- Цзао-шень
- Цзао-цзюнь
- Цзао-пуса
- Цзинь-чи-няо
- Цзи-гу
- Цзюн-сяо
- Цзю-тянь лей-гун
- Ци-гу
- Ци-гунян
- Цин-лун
- Цуй-шен няннян

## Ч
- Чан-сі
- Чан-е
- Чен-хуан
- Чжан-гун
- Чжан-сянь
- Чжан Тянь-ши
- Чжи-нюй
- Чжуань-сюй
- Чжу-жун
- Чжун Куй
- Чжу-мін
- Чжуняо
- Чжуцяо
- Чжу-юн
- Чжен-убей-цзи
- Чуан-шень
- Чуан-гун
- Чуан-му
- Чуан-по
- Чун-ван
- Чшужунъ

## Ш
- Шан-ді
- Шень-нун
- Шень-пань
- Шоусін

## Ю
- Юй-ді
- Юй-ши
- Юнь-сяо

## Я
- Ян Цзянцзюнь
- Ян-ван
- Яньгуан
- Янь-гун
- Янь-ді
- Яньло-ван
- Яо-ван
- Яогуай - див. Гуай (вище).